# Спадкоємці (серіал, 2019)

Спадкоємці — український телесеріал 2019 року. Режисер Дмитро Матов. Транслювався на телеканалі Україна.

## Сюжет
Сімейство глави «курячої імперії» Миколи Орлова. Грандіозне святкування ювілею Орлова, на яке друг його юності Володимир Сухов приїхав з дочкою Сонею, закінчується «сюрпризом» — спробою вбивства іменинника. Під підозру потрапляють всі члени величезної сім'ї Орлових, що ховають за фасадом благополуччя взаємну неприязнь і бажання отримати гроші Миколи.

## У ролях
- Наталя Доля,
- Едуард Флеров,
- Влад Нікітюк,
- Анастасія Іванова,
- Катерина Варченко,
- Сергій Дзялик,
- Валентин Томусяк,
- Сергій Фролов,
- Світлана Зельбет,
- Катя Тишкевич,
- Яша Кучеревський,
- Дмитро Гаврилов,
- Слава Красовська,
- Володимир Гладкий